# Locqueltas
Locqueltas (tiếng Breton: Lokeltaz) là một xã ở tỉnh Morbihan trong vùng Bretagne tây bắc Pháp. Xã này có diện tích 19,46 km², dân số năm 1999 là 1215 người. Khu vực này có độ cao từ 53-144 mét trên mực nước biển.